# Rivière Memramcook
La Memramcook ou Memramkouke est une rivière du Nouveau-Brunswick. Elle prend sa source dans la forêt du comté de Westmorland et se jette dans la rivière Petitcodiac en rive gauche, à la pointe Fort Folly.

## Étymologie
Le nom Memramcook est d'origine micmaque et signifierait « rivière croche », du fait que son cours est très sinueux. À l'origine, le nom s'épelait Memeramcouque, transformé par la suite en Mamramcook et finalement Memramcook. Il y a eu plusieurs controverses au sujet du nom, comme des gens qui proposent l'orthographe Memramcouke.

## Géographie

### Cours
La rivière Memramcook prend sa source dans le Gros Lac, un étang de 200 mètres de côté situé à environ 80 mètres d'altitude, à
environ 11 kilomètres au nord-est de Memramcook dans le territoire de Beaubassin-Est. Elle coule en premier lieu pendant 3 kilomètres en direction nord, selon l'orientation générale des principaux cours d'eau de la région (Petitcodiac, Tintamare, Aboujagane). Elle se dirige ensuite vers l'ouest pour plus de 12 kilomètres, où elle traverse une plaine boisée et où les berges sont parfois abruptes. Au sud de Scoudouc, la rivière tourne vers le sud. À cet endroit, la rive droite est très plate comparée à la rive gauche: c'est le Grand-Pré. Après avoir traversé un passage étroit à l'est de Calhoun, la vallée s'élargit pour former la vallée de Memramcook. La vallée est cernée à l'ouest par les Grandes Buttes et à l'est successivement par le bois de l'Aboujagane et la colline Coppermine. La rivière traverse successivement les quartiers et hameaux de Gaytons, Memramcook-Ouest, Lourdes, McGinley Corner, College Bridge, Saint-Joseph, l'Anse-des-Cormier, Taylor Village, Haut-Dorchester, Middleton et Dorchester. La rivière se jette finalement en rive gauche de la rivière Petitcodiac, à la pointe de Beaumont.

### Hydrographie
La rivière Memramcook compte de nombreux affluents, pour la plupart de petits ruisseaux. Les plus importants sont, d'amont en aval:
- Branche Sud de la rivière Memramcook, en rive gauche dans le bois de l'Aboujagane.
- Ruisseau du Pré (ou Meadow) (8 km), en rive droite à Meadow Brook.
- Ruisseau Stoney (9 km), en rive gauche à Gaytons.
- Ruisseau Smith (8 km), en rive droite à Memramcook-Ouest.
- Ruisseau Leblanc (5 km), en rive droite à Saint-Joseph.
- Ruisseau des Breau (17 km), en rive gauche à Haut-Dorchester.
- Ruisseau Palmers (4 km), en rive gauche à Dorchester Cape.